# Yukihiro Awaji
Yukihiro Awaji är trummis i L'Arc-en-Ciel och frontman i sitt eget band, Acid Android. Han har även spelat trummor i andra band, bland annat Die in Cries och Zi:Kill. 
Han började i L'Arc-en-Ciel efter att den förre trummisen (Sakura) lämnat bandet 1997, men blev inte en officiell medlem förrän 1998. Yukihiro är känd för att remixa låtar, och har bland annat gjort L'Arc-en-Ciels remixalbum Ectomorphed Works, som släpptes 2000. Han har utöver det skrivit ett flertal av bandets låtar, som Trick, Get out from the Shell, Revelation och New World. Hans stil är lite annorlunda från de andra bandmedlemmarnas, då han fokuserar mycket på själva musiken - vissa låtar (till exempel Larva och L'Heure) är helt instrumentala.

## Bakgrund
Yukihiro föddes 24 november 1968 i Chiba, nära Tokyo i Japan. Enligt han själv var hans uppväxt mycket lik andra japanska barns, men han hade ett ovanligt stort intresse för musik. Under högstadiet började han spela trummor, och bestämde sig genast för att det var det han ville hålla på med på heltid. Han ville hoppa av skolan men förbjöds av sina föräldrar, därför fortsatte han sin utbildning, även om det mesta av hans tid ägnades åt musiken.
Under universitetstiden började han i rockbandet Zi:Kill, vilket fick honom att lämna skolbänken för gott. Efter att Yoshiki uppmärksammat bandet fick de skivkontrakt hos hans skivbolag, Extasy Records, 1989. Under inspelningen av deras första skiva utomlands hamnade bandet i ett bråk, och kort därefter blev Yukihiro avskedad från bandet [källa behövs]. Istället började han i visual kei-bandet Die in Cries 1991.
Die in Cries hade väldigt strikta regler som skulle följas med deras musik, vilket frustrerade Yukihiro en aning. De låtar som han skrev ansågs nämligen inte passa in i bandets stil. Bandet splittrades 1995 och därefter hoppade Yukihiro in i olika band och trummade där det behövdes.
Han började i L'Arc-en-Ciel 1997 och är sedan dess deras trummis.